# Leopold Engel
Leopold Engel (nascido em 19 de abril de 1858 e morto em 8 de novembro de 1931) foi um escritor russo ligado ao ocultismo.

## Vida
Leopold nasceu em São Petersburgo, Rússia. Filho de Karl Dietrich Engel (1824–1913), um violinista que em 1846 se tornou maestro da orquestra do Teatro Imperial Russo .
Engel mudou-se para Dresden (Alemanha), onde dedicou-se a escrever vastamente sobre a lenda de Fausto. Ele se tornou um seguidor do místico Jakob Lorber (1800–1864), que escreveu dez volumes de ensinamentos ditos "inspirados". Entrou na Ordem Martinista e tornou-se Grande Inspetor da Ordem de Berlim. O próprio Engel declarou ter escutado uma "voz interior", em 1891, ordenando-lhe a escrever um décimo primeiro volume da obra de Lorber: O Grande Evangelho de João, que permanecera inacabada por 27 anos após a morte de Lorber.
Durante a década de 1890, Engel se envolveu com Theodor Reuss na reativação dos Illuminati na Alemanha, estabelecendo uma loja maçônica irregular a qual denominaram Loja Ludwig. Inúmeras outras lojas além desta nas quais estavam ativos não foram reconhecidas por nenhuma das Grandes Lojas regulares alemãs. A associação de ambos chegou ao fim em 3 de julho de 1903, com a expulsão de Engel junto de seu amigo Siegmund Miller.

## Obra
Quando retornou à Rússia, em São Petersburgo, para a casa de seu pai, Engel dedicou-se à escrita, atividade que lhe proporcionou um sustento razoável graças a algumas conexões. Além do volume final do Grande Evangelho de João, ele escreveu outras obras menores:
- Das Tal der Glücklichen oder der Weg zur Wahrheit (1888): Uma aventura fantástica vivida no coração da África no início do século XX por um amigo de Engel.
- Geschichte des Illuminaten-Ordens (1906): Um texto aprofundado de mais de 400 páginas destinado a guiar os homens para a verdadeira iluminação espiritual, propondo um novo modo de viver na verdade.
- ehrgang der Selbst- und Menschenkenntnis (1910): Como se vive realmente no outro mundo. Uma comunicação do além, de Karl, o pai falecido de Leopold.
- Mallona. Der Untergang des Asteroiden-Planeten (1911): Um suposto planeta destruído do sistema solar, que orbitava entre Marte e Júpiter, e do qual hoje resta o cinturão de asteroides. As vicissitudes de Mallona até sua explosão foram conhecidas por meio do estudo e da capacidade mediúnica da psicometria.
- Luzifers Bekenntnisse (1928): Lúcifer narra sua queda do seu ponto de vista, reconhecendo o erro e exortando a humanidade a não perseverar na queda.